# Osnabrücker SV 16
Der Osnabrücker SV 16 (offiziell: Osnabrücker Spielverein 1916 e. V.) ist ein Sportverein aus dem Osnabrücker Stadtteil Weststadt. Die Fußballer spielten ein Jahr in der seinerzeit erstklassigen Gauliga Weser-Ems. Neben Fußball bietet der Verein auch Handball an.

## Geschichte
Der Verein wurde im Jahre 1916 gegründet, löste sich aber noch während des Ersten Weltkriegs wieder auf. Als Nachfolger entstand im Jahre 1919 der Straßenfußballverein Jugendclub Spielverein 1919, der sein erstes Heimspiel gegen den Osnabrücker SV 08 mit 1:2 verlor. Der Vereinsname wurde zunächst in FC Spielverein und dann schließlich in Osnabrücker SV 16 geändert. Gegen Ende des Zweiten Weltkrieges gelangte der Spielverein in die erstklassige Gauliga Weser-Ems, wo die Mannschaft 1944 in die Staffel Osnabrück eingeteilt wurde. Gegner dort waren unter anderem der VfL Osnabrück, Raspo Osnabrück und Schinkel 04. Ob es in der Staffel allerdings zu einem geregelten Spielbetrieb kam, ist nicht bekannt. Nach Kriegsende mussten sich auf Anweisung der britischen Besatzungsmacht die Vereine auflösen. Der Spielverein wurde als Osnabrücker Sportfreunde neu gegründet und konnte erst 1948 wieder seinen alten Namen annehmen.
Sportlich musste die Mannschaft auf Kreisebene neu beginnen und schaffte im Jahre 1962 den Aufstieg in die seinerzeit drittklassige Amateurliga 8. Drei Jahre später qualifizierte sich der Spielverein für die neu geschaffene, viertklassige Verbandsliga West. Aus dieser stieg die Mannschaft 1966 in die Bezirksliga ab, ehe es 1969 hinunter in die Bezirksklasse und drei Jahre später runter in die Kreisklasse ging. Erst 1978 gelang der Wiederaufstieg in die Bezirksklasse, die der Verein drei Jahre später wieder nach unten verlassen musste, ehe der Spielverein 1984 in die 1. Kreisklasse abstieg. Nach dem direkten Wiederaufstieg folgte 1987 mit 60:4 Punkten die Rückkehr in die Bezirksklasse, wo die Osnabrücker auf Anhieb Vizemeister hinter dem 1. FCR Bramsche wurde. In der Aufstiegsrunde zur Bezirksliga scheiterte der Spielverein zunächst mit 0:1 am VfL Wittekind Wildeshausen. Da Bezirksligavizemeister Rot-Weiß Visbek in die Bezirksoberliga Weser-Ems aufstieg, erhielten die Osnabrücker eine zweite Aufstiegschance. Gegen den TSV Westerhausen/Föckinghausen gewann der Spielverein im neutralen Belm mit 4:2 und stieg auf.
Dem Klassenerhalt in der Aufstiegssaison folgte ein steiler Absturz. 1990 stieg die Mannschaft in die Bezirksklasse ab und verlor 0:10 bei TuRa Grönenberg Melle. Ein Jahr später wurde der Spielverein in die Kreisliga durchgereicht und erlitt beim VfR Voxtrup eine 1:14-Niederlage. In beiden Spielzeiten gelang jeweils nur ein Sieg. Zurück in der Kreisliga konnte die Talfahrt zunächst gestoppt werden, ehe die Mannschaft 1998 mit nur einem Punkt und 23:211 Toren in die 1. Kreisklasse abstieg. Erst 2003 gelang der Wiederaufstieg in die Kreisliga. 2009 gelang für ein Jahr und 2014 für zwei Jahre die Rückkehr in die Bezirksliga. Seit dem Abstieg im Jahre 2016 spielt die Mannschaft in der Kreisliga Osnabrück-Stadt.
Nach der Kreisligareform 2024 stieg die Elf vom Blumenhaller Weg sieglos und mit nur einem Punkt ab und spielt seitdem in der 1. Kreisklasse.

## Persönlichkeiten
- Wolfgang Bodi
- Rainer Knopp
- Ulf Metschies